# Bogue Chitto
Bogue Chitto est une census-designated place (CDP) des comtés de Kemper et de Neshoba dans l'État du Mississippi aux États-Unis.